# Secu Uatara
Secu Uatara (em francês: Sécou/Sékou Ouattara; m. 1745) foi um nobre africano mandinga (fagama), fundador do Império de Congue no começo do século XVIII. Tomou a secular cidade de Congue, hoje na Costa do Marfim, de seu tio e inimigo Lasiri Gambele e a partir dela fez, com a ajuda de seus filhos e irmão, várias campanhas exitosas contra os países e povos vizinhos. Em poucas décadas, criou um império territorialmente vasto e assegurou o controle do comércio regional.
Um de seus principais rivais era o Império Axânti, no sul, com o qual travou várias batalhas. Nos territórios dominados, colocou seus filhos como administradores e ao falecer em 1745, foi sucedido por seu filho mais velho Querê Mori, que teve que enfrentar, tão logo assumiu, várias revoltas dos povos vassalos de Secu.

## Vida
Segundo a tradição oral, Secu Uatara era descendente de escultores e tecelões que se assentaram em Tenegala, uma cidade que está a 9 quilômetros a sudeste de Congue. Com o tempo, Secu tornou-se um dos mais ricos e poderosos comerciantes de Tenegala. Em 1709, enviou suas forças para ajudar Abas, líder mandinga dos gonjas, a saquear a cidade de Buna. Foi recompensado com companhia de fuzileiros e ouro, riqueza que usou para comprar mais escravos e armas de fogo em Salaga ou Almina; segundo 2 participantes no Simpósio de Congue, I. Seriba e Labi Sanogo, ao invés de ajuda militar, Secu auxiliou a esposa do chefe de Dagomba quando ela estava em trabalho de parto. No tempo de Secu, Congue era governada por Lasiri Gambele dos bagis, seu tio. Em decorrência da inimizade de seu pai e seu tio (que disputaram no passado a mão da mãe de Secu), Lasiri e Secu eram inimigos.
Secu teve influência e boas relações, e talvez esteve entre os que fundaram o acampamento militar de Petoni, a 70 quilômetros de Congue, criado por influência de clérigo islâmico de Congue expulso da cidade por Lasiri; é incerto se o acampamento foi um projeto político que tinha por finalidade destronar Lasiri ou se seria um empreendimento de mercadores para conduzir expedições às populações agrícolas para conseguir escravos. Por sua inimizade com Lasiri, Secu foi capaz de reunir ao seu lado outros clérigos muçulmanos, líderes cúlticos (fotigi), o sacerdote da terra de Congue e o rei (massa) de Gben (o mais poderoso da zona), Nabe e Mioro. O rei de Comono deu-lhe vários homens que trocou por cavalos. Secu também obteve a amizade do comandante das tropas de Lasiri e com todas essas alianças tornou-se fagama. Secu atacou seu tio, derrotando e capturando-o em fuga. Lasiri foi executado junto de seus parentes imediatos e ao entrar em Congue ca. 1710, Secu destruiu o culto do tio.
As estórias acerca da carreira posterior de Secu dão nomes diversos aos seus primeiros inimigos. Os informantes de Kathryn L. Green informaram que o principal inimigo de Secu era Tondosama, que pertencia a uma casa que vivia em Nafana, 15 quilômetros a oeste de Congue, enquanto D. Traoré registrou que Secu teve um conflito sério com um homem chamado Quereu Sesuma. Outras pessoas simplesmente dizem que ele derrotou um Traoré que havia derrubado um Culubali de origem local. Todas as tradições, em suma, revelam que vários líderes poderosos competiam entre si à época, tornando-se aliados e inimigos em diferentes ocasiões. Além disso, esses grupos, apesar de beligerantes entre si, não foram capazes de destruir uns aos outros e vários deles existem até hoje. Do mesmo modo, os sucessos podem ter sido exagerados pela tradição oral. Segundo Mahir, no fim do Simpósio de Congue, um chefe de cantão afirmou que o ancestral de seu grupo, Nangué, era superior a Secu, enquanto outros afirmam que o filho do último, Querê Mori, ficou mais célebre que seu pai por seus conflitos com o Império Axânti.
A facção de Secu encabeçou importante projeto expansionista. Seus exércitos de escravos, comandados por seus parentes mais próximos, marcharam para leste, norte e oeste, pilhando e estabelecendo colônias protegidas de comerciantes diúlas junto das estradas para facilitar expedições comerciais que traziam cavalos e outros bem valiosos e levavam cativos; ao sul, a partir de Ano, seus comerciantes obtinham noz-de-cola e além dela comerciavam com os europeus (têxteis, armas de fogo, pólvora, licor e búzios em troca de ouro e escravos), enquanto ao norte, a partir de Massina, obtinham cavalos e comerciavam com as grandes cidades mercantis junto as margens do rio Níger que notabilizavam-se pelo sal saariano, peixe seco, manuscritos marroquinos e erudição islâmica. Essas rotas comerciais encorajaram os homens de Secu a mobilizarem-se militarmente para protegê-las, sobretudo ao norte, onde um ramo da casa de Secu assentou-se permanentemente nas zonas de guerra do platô do Volta Negro.
Diz-se que ocasionalmente todos os líderes de guerra sob influência de Congue enviaram presentes na forma de escravos para Secu, pois era chefe sênior do clã. Após sua morte em ca. 1745 e a seu irmão Famagã em 1750, os ramos uataras (o chefiado por Secu em Congue, e o de Famagã no platô do Volta Níger), distanciaram-se. Secu foi sucedido por Querê Mori em Congue. Secu ainda deixou como filhos Dioridã, que viveu em Linguecoro; Samandugu, de Tiemenim; Zambacari, de Loto-Loropeni, no país dos lobis; Saliasano, de Cundu; Combi, de Colom; Morimacaré, de Socolo, Fia ou Bogomadugu, na estrada para Jimini; Somafingue, de Limono; Daudu, de Nassiã; Osmã Fimba, de Cumbala; Secublé, de Loronzo; Forocô Mori, de Pongala.